# Elektrownia jądrowa Paks
Elektrownia jądrowa Paks (węg. Paksi atomerőmű) – czynna elektrownia jądrowa, jedyna na Węgrzech, położona koło 5 km od miasteczka Paks i 130 km na południe od Budapesztu. Posiada cztery bloki z reaktorami VVER-440 typu WWER. Produkuje ponad 52% energii elektrycznej na Węgrzech.

## Historia
Decyzja o budowie elektrowni jądrowej na Węgrzech została podjęta w 1966. Prace budowlane rozpoczęły się w 1968, ale w 1970 roku przerwano je, zarzucając projekt na korzyść elektrowni konwencjonalnych. Prace wznowiono w 1975, po kryzysie naftowym. Blok nr 1 był de facto trzecim węgierskim reaktorem jądrowym, uwzględniając reaktory badawcze BRR i NTR. Głównym wykonawcą projektu był radziecki Atomenergoeksport, a głównym architektem – węgierski ERBE-EROTERV. Elementy bloków wykonano w państwach RWPG, głównie w ZSRR i Czechosłowacji.
Elektrownia pomyślnie przeszła europejską kampanię testów wytrzymałościowych (stress tests) zarządzonych przez Komisję Europejską po trzęsieniu ziemi i tsunami w Japonii w 2011 roku.
Wszystkie bloki posiadały pierwotnie licencję na 30 lat pracy. Operator starał się kolejno przedłużać licencję na pracę na kolejne 20 lat. W 2012 blok nr 1 uzyskał pozwolenie na pracę do 2032 roku. Dwa lata później blok nr 2 otrzymał pozwolenie na pracę do 2034. Licencję bloku nr 3 przedłużono w grudniu 2016 roku. Miesiąc wcześniej operator złożył wniosek o wydłużenie licencji bloku nr 4.
W grudniu 2015 węgierski urząd dozoru jądrowego zezwolił na rozpoczęcie eksploatacji nowych elementów paliwowych, z bardziej wzbogaconym paliwem (4,7% zamiast dotychczasowych 3,82%), co pozwoli na wydłużenie cyklu pracy wszystkich bloków z 12 do 15 miesięcy (rozumianej jako częstość wymiany paliwa).

### Prace badawczo-rozwojowe
Niemal od razu po uruchomieniu elektrowni, w latach 80. XX wieku, Węgrzy uruchomili szereg programów badawczo-rozwojowych służących polepszeniu wydajności i bezpieczeństwa reaktorów. We współpracy z Nokią, Központi Fizikai Kutatóintézet (KFKI) i Számítástechnikai és Automatizálási Kutatóintézete (SZTAKI), obie przy Magyar Tudományos Akadémia, uruchomiono symulator treningowy. Stworzono system monitorowania parametrów rdzenia reaktora (VERONA) i zbiornika ciśnieniowego. Wprowadzono monitoring środowiska i przetestowano szczelność obudowy bezpieczeństwa.
W latach 90. XX wieku, z uwagi na rozwiązanie ZSRR i przemiany ustrojowe (utrudniony dostęp do instytucji i przedsiębiorstw z byłego ZSRR; krytykowanie przez Zachód radzieckich rozwiązań w elektrowniach jądrowych; dążenie do spełnienia norm bezpieczeństwa panujących w państwach Europy Zachodniej), skupiono się na aspektach bezpieczeństwa elektrowni. Uruchomiony w tym celu projekt Advanced General and New Evaluation of Safety (AGNES) miał wdrożyć w elektrowni międzynarodowo akceptowane standardy, metodologie i symulacyjne kody komputerowe. Założenia AGNES pokazały, że generalnie projekt elektrowni jest poprawny i przyjęte konserwatywne założenia i użyte nadmiarowości przeważają nad słabymi punktami. Wyniki badań zostały zaakceptowane przez MAEA i specjalistów z krajów rozwiniętych.
Wdrażanie planu poprawy bezpieczeństwa elektrowni trwało od 1996 do 2002. W tym czasie poprawiono niezawodność systemów bezpieczeństwa, zmniejszono obciążenie eksploatacyjne niektórych elementów, wdrożono efektywniejszy system szkoleń personelu i zarządzania incydentami i awariami.
Po 2002 roku skupiono się na poprawie bezpieczeństwa reaktorów na wypadek ciężkich awarii. Do 2014 roku wszystkie reaktory wyposażono w m.in. w system umożliwiający zalewanie komory zbiornika reaktora z zewnątrz; zainstalowano pasywne autokatalityczne rekombinatory wodoru; wzmocniono basen do przechowywania wypalonego paliwa.
W 2001 roku wykonano studium wykonalności wzrostu mocy reaktorów poprzez modyfikacje turbin, obiegu wtórnego i innych zmian konstrukcyjnych. W 2009 roku zakończono zwiększanie mocy i od tego czasu wszystkie 4 bloki mają moc elektryczną brutto wynoszącą 500 MW.

## Podstawowe parametry
Elektrownia złożona jest z czterech bloków jądrowych. Każdy blok wykorzystuje jeden reaktor wodny ciśnieniowy VVER-440 V-213, konstrukcji radzieckiej. Każdy reaktor dostarcza parę do dwóch turbin parowych na parę nasyconą. Elektrownia zbudowana jest w układzie bliźniaczym: hala turbin jest wspólna dla wszystkich bloków, a hale reaktorów są współdzielone przez dwa reaktory.
| Cecha                                          | Opis                                      |
| ---------------------------------------------- | ----------------------------------------- |
| Moc termiczna                                  | 1485 MW                                   |
| Moc elektryczna brutto                         | 500 MW                                    |
| Ilość pętli obiegu pierwotnego                 | 6                                         |
| Objętość obiegu pierwotnego                    | 273 m³                                    |
| Ciśnienie w obiegu pierwotnym                  | 123 bary                                  |
| Średnia temp. w obiegu pierwotnym              | 284±2 °C                                  |
| Wymiary zbiornika ciśnieniowego reaktora       | 11,8 m wys. × 4,27 m średnicy             |
| Paliwo                                         | 44 tony uranu w 349 elementach paliwowych |
| Ciśnienie w przewodzie głównym obiegu wtórnego | 43,15 bara                                |

## Rozbudowa
Na początku 2014 Węgry i Rosja podpisały porozumienie międzyrządowe dotyczące rozbudowy elektrowni (tzw. Paks 2 lub Paks II) o dwa kolejne bloki. Rozbudowę miały wykonać podmioty rosyjskie (główny wykonawca: Rosatom). Bloki miałyby pracować na reaktorach VVER-1200. Projekt wyceniano na 10–12,5 miliarda euro. Rosja miała sfinansować inwestycję w 80%, a budowa bloków miałaby się zacząć w 2018 roku i potrwać do lat 2025–2026.
Zamówienie na rozbudowę elektrowni było przedmiotem postępowania przed Komisją Europejską z uwagi na możliwość naruszenia przepisów o konkurencyjności. 17 listopada 2016 Komisja oddaliła zarzuty, uznając, że istniały uzasadnione przesłanki do nieogłaszania zamówienia publicznego, gdyż prace mogłyby być wykonane tylko przez jedną firmę na rynku.
11 marca 2014 do Komisji wpłynęła również skarga (symbol sprawy SA.38454) dotycząca finansowania projektu. 23 listopada 2015 Komisja zdecydowała o wszczęciu postępowania w tej sprawie. Do marca 2017 Komisja Europejska nadal badała sprawę na zgodność z przepisami unijnymi o udzielaniu pomocy publicznej. 6 marca komisarz Margrethe Vestager ogłosiła, że Komisja Europejska zezwoliła na realizację przedsięwzięcia, gdyż projekt owszem, korzysta z pomocy publicznej, ale zgodnie z zasadami unijnymi i będzie miał ograniczony wpływ na konkurencyjność. Aby uniknąć nadmiernej koncentracji, Paks II ma być funkcjonalnie i prawnie oddzielona od operatora elektrowni Paks. Elektrownia Paks II będzie musiała sprzedawać co najmniej 30% generowanej energii poprzez otwartą giełdę energetyczną. Pozostała część energii ma być sprzedawana poprzez aukcje.
Decyzji o rozbudowie elektrowni towarzyszyły protesty niektórych organizacji, jak Greenpeace Hungary i EnergiaKlub, ale też rządu Austrii.
Budową Paks II zajmuje się oddzielna państwowa spółka MVM Paks II. 30 marca 2017 węgierski urząd energii atomowej wydał licencję na budowę elektrowni Paks II (site license).

## Dane techniczne
| Nr bloku                 | Blok 1                                            | Blok 2                                             | Blok 3                                           | Blok 4                                             |
| ------------------------ | ------------------------------------------------- | -------------------------------------------------- | ------------------------------------------------ | -------------------------------------------------- |
| Typ                      | WWER                                              | WWER                                               | WWER                                             | WWER                                               |
| Model                    | WWER-440 V-213                                    | WWER-440 V-213                                     | WWER-440 V-213                                   | WWER-440 V-213                                     |
| Status                   | Aktywny                                           | Aktywny                                            | Aktywny                                          | Aktywny                                            |
| Dostawca                 | OKB Gidropress                                    | OKB Gidropress                                     | OKB Gidropress                                   | OKB Gidropress                                     |
| Właściciel               | MVM                                               | MVM                                                | MVM                                              | MVM                                                |
| Operator                 | MVM Paksi Atomerőmű Zrt.                          | MVM Paksi Atomerőmű Zrt.                           | MVM Paksi Atomerőmű Zrt.                         | MVM Paksi Atomerőmű Zrt.                           |
| Data rozpoczęcia budowy  | 1 sierpnia 1974                                   | 1 sierpnia 1974                                    | 1 października 1979                              | 1 października 1979                                |
| Data osiąg. stanu kryt.  | 14 grudnia 1982                                   | 26 sierpnia 1984                                   | 15 września 1986                                 | 9 sierpnia 1987                                    |
| Data włączenia do sieci  | 28 grudnia 1982 (komercyjnie od 10 sierpnia 1983) | 6 września 1984 (komercyjnie od 14 listopada 1984) | 28 września 1986 (komercyjnie od 1 grudnia 1986) | 16 sierpnia 1987 (komercyjnie od 1 listopada 1987) |
| Data trwałego wyłączenia |                                                   |                                                    |                                                  |                                                    |
| Moc elektryczna netto    | 470 MW                                            | 473 MW                                             | 473 MW                                           | 473 MW                                             |
| Moc elektryczna brutto   | 500 MW                                            | 500 MW                                             | 500 MW                                           | 500 MW                                             |
| Moc termiczna            | 1485 MW                                           | 1485 MW                                            | 1485 MW                                          | 1485 MW                                            |
| Współczynnik wydajności  | 86,4% %                                           | 81,6% %                                            | 87% %                                            | 87,9% %                                            |

## Incydent z 10 kwietnia 2003

### Tło
Najpoważniejszy incydent w elektrowni, sklasyfikowany jako 3, poważny na skali INES (do czasu wizualnej oceny elementów paliwowych był oceniony na poziomie 2), miał miejsce 10 kwietnia 2003 roku w magazynie wypalonego paliwa bloku nr 2.
W latach 90. XX wieku generatory pary używane w elektrowni Paks borykały się powracającym problem korozji dystrybutora wody zasilającej - wykonane zostały ze stali węglowej. Aby je wymienić, konieczna była praca ludzi po stronie wtórnej generatora. W celu ochrony radiologicznej pracowników stronę pierwotną generatora poddawano chemicznej dekontaminacji. Metodę tę zastosowano w blokach 1, 2 i 3, ale nie w bloku nr 4, gdzie zastosowano osłonę fizyczną przed promieniowaniem jonizującym.
Wielokrotne czyszczenie chemiczne spowodowało jednak niedopuszczalny efekt uboczny. Rozpuszczone produkty korozji po stronie pierwotnej spływały do rdzenia reaktora, powodując w końcu odłożenie się magnetytu na elementach paliwowych. Depozyt magnetytu miejscami był tak duży, że blokował przepływ chłodziwa.
Pierwsze znaczące objawy takiej sytuacji pojawiły się w bloku nr 2 w 1996 roku. W 1998 zdecydowano się na wymianę całego wkładu reaktora nr 2.  W roku 2000 problem dotknął już wszystkie trzy bloki. W lutym 2003 zdecydowano się na zabieg całkowitej wymiany paliwa również w bloku nr 3. Po badaniach i symulacjach zmieniono parametry pracy reaktorów, aby spowolnić odkładanie się magnetytu.
Na przełomie lat 2000/2001 zdecydowano się na oczyszczenie elementów paliwowych z powstałych osadów. Firma Siemens KWU dostarczyła specjalne urządzenie, które mogło oczyszczać do 7 elementów paliwowych naraz.
W listopadzie 2002 operator zamówił u innego dostawcy, Framatome ANP, nowe urządzenie o większej wydajności - do 30 elementów paliwowych. Urządzenie dostarczono do elektrowni na początku 2003 roku i umieszczono je w basenie przeładowczym paliwa jądrowego bloku nr 2. Urządzenie uruchomiono 20 marca 2003. Do wystąpienia awarii oczyściło ono 5 partii elementów.

### Incydent
29 marca 2003 na potrzeby przeładowania paliwa wyłączono reaktor nr 2. Stare elementy paliwowe zostały skierowane do oczyszczenia z osadów magnetytu.
10 kwietnia o 16:00 zakończono czyszczenie pakietu 30 elementów paliwowych z niedawno wyłączonego reaktora. Ich ciepło powyłączeniowe wynosiło 241 kW. W czasie normalnej pracy urządzenie przepuszczało przez elementy 200-250 ton roztworu czyszczącego na godzinę. O 16:40 włączono pompę zbiornika w którym znajdowało się urządzenie do oczyszczania i elementy. Jej wydajność wynosiła jedynie 20 t/h.
O 19:20 odnotowano wzrost o kilka centymetrów poziomu wody w zbiorniku wypalonego paliwa połączonego ze zbiornikiem w którym oczyszczano elementy. Z uwagi na wielkość głównego zbiornika oznaczało to jednak przyrost o ok. 4 m³ wody (zbiornik do oczyszczania miał objętość 6 m³).
O 21:50 detektory odnotowały chwilowe wystąpienie radioaktywnego kryptonu-85 w zbiorniku urządzenia czyszczącego. Gdy po zaniku alarm pojawił się ponownie, o 23:30 zapobiegawczo ewakuowano budynek reaktora. O 23:45 ruszyła wentylacja pomieszczenia.
O 02:15 operatorzy zdecydowali o otworzeniu pokrywy zbiornika, aby poznać przyczynę wzrostu radioaktywności. Otworzono hydrauliczny zamek i uchylono klapę zbiornika, co spowodowało wydostanie się ze zbiornika dużego pęcherza gazu i detekcję radioaktywnych gazów szlachetnych o chwilowej aktywności 40 MBq, szybko usuniętej przez system wentylacji.
O 4:20 chciano podnieść klapę zbiornika, aby całkowicie go otworzyć, ale lina dźwigu zerwała się. Zbiornik został w całości odkryty dopiero 16 kwietnia.
Inspekcja wizualna wskazała, że elementy zostały uszkodzone z powodu niewystarczającego chłodzenia zbiornika. Po zakończeniu czyszczenia elementy nie zostały wybrane ze zbiornika od razu, gdyż potrzebna do tego suwnica była zajęta innymi zadaniami. W tym czasie zbiornik nie był chłodzony przepływem wody wymuszonym przez pompę o wysokiej wydajności a jedynie mniej wydajną pompą zanurzeniową.
Późniejsze badania wykazały, że uszkodzenie elementów zostało spowodowane przez kombinację cech konstrukcyjnych urządzenia do oczyszczania i małej wydajności pompy zanurzeniowej. Niewystarczający odbiór ciepła z elementów, w połączeniu z ich budową i ułożeniem w zbiorniku, spowodowały powstanie specyficznych przepływów konwekcyjnych i stratyfikację temperaturową wody. Oprócz tego wskazano ponad 50 innych pomniejszych przyczyn i niedociągnięć w zakresie projektu, działania, zarządzania i kultury bezpieczeństwa.
Urządzenie posiadało wlot i wylot na spodzie, co umożliwiało powstanie bezpośredniego przepływu między nimi, z pominięciem pozostałej objętości zbiornika. W czasie incydentu przepływało tą drogą 75-90% wody. Pierwsze urządzenie, o mniejszej wydajności, nie miało tej wady konstrukcyjnej. Efekt bocznikowania powiększyło złe osadzenie elementów paliwowych w płycie dolnej zbiornika.
Temperatura w górnej części zbiornika sięgnęła temperatury nasycenia i zaczęła powstawać para wodna. Para zaczęła w końcu wypychać wodę chłodzącą ze zbiornika, odsłaniając elementy paliwowe, które w ciągu kilku godzin osiągnęły temperaturę do 1400 °C. To spowodowało wytrącenie się radioaktywnych gazów szlachetnych wykrytych przez detektory w hali.
Uszkodzenia elementów paliwowych nastąpiły w momencie powtórnego zalewania zbiornika wodą. Otworzenie jego pokrywy spowodowało uwolnienie sprężonej pary wodnej, która wcześniej wypchnęła wodę ze zbiornika. Po tym mogła ona napływać z powrotem. Dodatkowo zbiornik zaczęto wypełniać wodą od góry. Powstałe wcześniej i teraz naprężenia termiczne i mechaniczne spowodowały fragmentację, dezintegrację lub zniekształcenie elementów paliwowych.
W procesie wyjaśniania zdarzenia ustalono, że elementy paliwowe były w głębokim stanie podkrytycznym (współczynnik powielania neutronów k=0,595) i nawet przy najbardziej sprzyjającym układzie nie mogła tam zajść niekontrolowana reakcja łańcuchowa (k=0,66, przy założeniu mniejszej koncentracji kwasu borowego - 16 g/kg, zamiast użytych 20 g/kg).

### Uwolnione produkty reakcji rozszczepienia
Z uwagi na to, że uszkodzeniu uległy elementy paliwowe z reaktora wyłączonego 2 tygodnie wcześniej, to nie zawierały już one większości krótkożyjących izotopów. W największym stopniu uwolniony został ksenon-133 i jod-131. Uwolnione produkty rozpadu zostały zatrzymane przez wodę. Do powietrza przedostały się jedynie izotopy pod postacią gazów szlachetnych, z definicji o niemal zerowym znaczeniu biologicznym.
Uwolnione pierwiastki radioaktywne
| Izotop  | Uwolniona aktywność (GBq) | Uwolniona aktywność względem całk. aktyw. izotopu [%] |
| ------- | ------------------------- | ----------------------------------------------------- |
| Xe-133  | 600                       | 1,19                                                  |
| J-131   | 590                       | 1,41                                                  |
| Ru-106  | 8,7                       | 0,03                                                  |
| Cs-134  | 42                        | 0,74                                                  |
| Cs-137  | 38                        | 0,53                                                  |
| Bar-140 | 180                       | 0,16                                                  |
| Ce-144  | 72                        | 0,06                                                  |
| Łącznie | 1 530,7                   | -                                                     |

Dawka dodatkowa na jaką mogła zostać narażona ludność znajdująca się w najbliższym sąsiedztwie elektrowni została określona na 0,13 μSv, co jest równoważne dawce otrzymywanej przez człowieka z naturalnego promieniowania tła przez 1,5 godziny, czyli jako zaniedbywalnie mała.
Incydent spowodował narażenie jednego pracownika na skażenie radioaktywne. Otrzymał od dawkę zewnętrzną na twarz o wartości 0,059 mSv (0,55 mSv dawki wewnętrznej).

### Działania po incydencie
W czerwcu 2003 roku badaniem incydentu zajęła się MAEA. W 2004 powstał międzynarodowy projekt zbadania incydentu, OECD–IAEA Paks Fuel Project, pod egidą MAEA i OECD, z udziałem 58 ekspertów z 34 organizacji z 16 krajów. Raport końcowy został opublikowany w maju 2010.
W dniach 16-26 czerwca 2003 roku inspekcji elektrowni dokonali eksperci MAEA, którzy wydali szereg rekomendacji mających zapobiec lub usprawnić wykrywanie takich zdarzeń. W lutym 2005 kolejna grupa ekspertów oceniła, że ponad 70% zaleceń zostało wdrożonych a pozostałe są w trakcie wdrażania.
Jeszcze latem tego samego roku do usunięcia skutków zdarzenia została wybrana rosyjska firma TVEL. W 2006 uszkodzone elementy paliwowe zostały przeniesione do specjalnych kanistrów do basenu z wypalonym paliwem. W 2014 zostały zwrócone do Rosji w celu przerobu.

## Odporność na trzęsienia ziemi
Elektrownia nie była projektowana i kwalifikowana pod względem odporności na trzęsienia ziemi. Sejsmiczność miejsca była niedoszacowana a w projekcie założono intensywność trzęsienia na 5 w skali MSK-64.
Niedoszacowania dostrzeżono w połowie lat 80. XX wieku i rozpoczęto program określenia zagrożenia sejsmicznego dla elektrowni. Probabilistyczna ocena zagrożenia została zakończona w 1995. Węgierski urząd dozoru jądrowego zatwierdził nowo określone założenia projektowe i zarządził wdrożenie programu przystosowania elektrowni do niego. Jedną z głównych zmian dla bezpieczeństwa elektrowni była np. konieczność zapewnienia procesu usuwania ciepła powyłączeniowego przez czas nieokreślony (wcześniej, jedynie przez 3 doby). Program wdrażania rozłożony był na lata 1995–2003, przy czym faza wdrożenia obejmowała lata 1999–2003. Pod względem konstrukcyjnym obejmował on instalację ponad 5500 elementów mechanicznych (w tym ponad 1800 ton elementów stalowych), elektrycznych, i innych.